# Paphia viridiflora
Paphia viridiflora är en ljungväxtart som beskrevs av Schlechter. Paphia viridiflora ingår i släktet Paphia och familjen ljungväxter. Inga underarter finns listade i Catalogue of Life.